# Stade Perruc
Das Stade Perruc ist ein Fußballstadion in Hyères. Hyères liegt im Süden von Frankreich im Département Var, Region Provence-Alpes-Côte d’Azur. Der FC Hyères tritt hier zu seinen Heimspielen an. Es ist nach dem Gründer des FC Hyères Barthélémy Perruc benannt. Die Anlage von 1951 verfügt über 1820 Plätze.
2008 begann man mit den Arbeiten an einer neuen Sitzplatztribüne mit 1300 Plätzen. Am 12. Dezember 2009 eröffnete der Bürgermeister Jacques Politi den Neubau. Die Kosten belaufen sich auf ca. zwei Mio. Euro.
Mehrmals wurden Begegnungen des U-21-Fußballturniers von Toulon im Stade Perruc ausgetragen.